# Contea di Yadkin
La contea di Yadkin in inglese Yadkin County è una contea dello Stato della Carolina del Nord, negli Stati Uniti. La popolazione al censimento del 2000 era di36 348 abitanti. Il capoluogo di contea è Yadkinville.